# Lionhead Studios
Lionhead Studios war eine in Großbritannien ansässige Spielesoftwarefirma, an deren Spitze der Designer Peter Molyneux stand. Lionhead Studios gehörte seit April 2006 zu Microsoft und war First-Party-Entwickler des Unternehmens. Am 7. März 2016 gab Microsoft die Schließung des Studios bekannt.

## Geschichte des Unternehmens
Die Lionhead Studios waren im Jahre 1996 von Peter Molyneux gegründet worden, nach dem dieser das ebenfalls von ihm gegründete Entwicklerstudio Bullfrog Productions an Electronic Arts verkauft und kurz darauf verlassen hatte. Behilflich bei der Gründung war Mark Webley, ein guter Freund und Arbeitskollege Molyneux', dessen Hamster auch der Namensgeber der Lionhead Studios war.
Als erstes Spiel der neuen Firma erschien 2001 Black & White, eine sogenannte Göttersimulation mit Elementen von künstlichem Leben, Strategie und Beat-'em-Up-Spielen, das von Electronic Arts international vertrieben wurde. Zur Pflege und Fortführung des Black & White-Franchise wurde eigens eine interne Entwicklerabteilung namens Black & White Studios eingerichtet, welche später jedoch wieder aufgelöst wurde.
Auf Black & White folgte die Erweiterung Black & White: Creature Isle. Die nächste Veröffentlichung von Lionhead war 2004 das beliebte und kontroverse Rollenspiel Fable, welches jedoch nicht von Lionhead selbst, sondern von dem Satellitenstudio Big Blue Box entwickelt wurde. 2005 erschienen schließlich The Movies und Black & White 2 sowie deren Erweiterungen The Movies – Stunts & Effects und Black & White 2 – Battle of the Gods. Im April 2006 wurde Lionhead von Microsoft übernommen. 2008 erschien der Nachfolger vom RPG Fable, Fable II, exklusiv für die Xbox 360.
Anfang März 2016 wurde von Microsoft die Schließung von Lionhead bekannt gegeben, die am 29. April erfolgte. Im Mai äußerten sich bei Eurogamer erstmals ehemalige Entwickler von Lionhead hierzu. Laut diesen bestanden durchaus konkrete Absichten und Pläne, ein Fable IV zu entwickeln, das ein düsteres Steampunk-Szenario auf der Basis der Unreal Engine 4 mit angepeiltem R-Rating beinhalten sollte. Dies wurde von Microsoft jedoch abgelehnt, da frühere Fable-Teile zwar erfolgreich, aber nicht rentabel genug waren. Die Entwicklung des Free2Play-Spieles Fable Legends, das „niemand machen wollte“ sei Lionhead regelrecht „aufgezwungen“ worden, auch, um von diesem Markt profitieren zu können und weil „reine Singleplayer-Spieler, die man mit einer Packung in den Handel stellt“ veraltet seien. Sowohl Peter Molyneux, als auch Art-Director John McCormack verließen daraufhin 2012 Lionhead.

„Ich habe ihnen gesagt, gebt uns nur vier Jahre und eine angemessene Finanzierung. Gebt uns die Chance, die Mass Effect hatte, die Skyrim hatte, eben die Spiele zu der Zeit. Die haben vier Jahre und ein großes Budget erhalten. Gebt uns das und wir geben euch etwas, was ihr euren Spielern geben könnt. Aber wir hatten drei Versuche und die Einnahmen gerade einmal verdreifacht, wir waren nicht gut genug. Das hat mich damals so genervt.“

Mit der Einstellung von Fable Legends verlor Microsoft rund 75 Millionen Dollar, die bereits in die Entwicklung des Titels geflossenen waren. Anfragen von Investoren, Lionhead einschließlich der Fable-Rechte aufzukaufen, wurden abgelehnt, da Microsoft die Marke nicht aufgeben wollte.

## Unternehmensstruktur
Lionhead Studios hatte zu Anfang ein Netzwerk von externen Entwicklern aufgebaut, zu denen unter anderem die Big Blue Box Studios, Intrepid Games und Black & White Studios gehörten. Sowohl Intrepid Games als auch Black & White Studios wurden in den folgenden Jahren wieder aufgegeben. Big Blue Box hingegen wurde stärker in Lionhead Studios als Mutterunternehmen integriert.
Lionhead war bis zum Oktober 2004 eine Privatfirma und wurde im April 2006, nach finanziellen Engpässen, von Microsoft übernommen. Trotzdem galt Lionhead Studios als eine weitgehend unabhängig arbeitende Division der Microsoft Studios, was die finanzielle Verwaltung betrifft.

## Spiele
- Fable Legends (eingestellt)[9]

### Veröffentlichungen
- 2001 – Black & White
- 2004 – Fable
- 2005 – The Movies
- 2005 – Fable: The Lost Chapters
- 2005 – Black & White 2
- 2008 – Fable II
- 2010 – Fable III
- 2011 – Fable III (PC)
- 2012 – Fable: The Journey
- 2012 – Fable Heroes
- 2014 – Fable Anniversary

### Erweiterungen
- 2002 – Black & White: Insel der Kreaturen
- 2006 – The Movies – Stunts & Effects
- 2006 – Black & White 2: Battle of the Gods